# Xavi Simons
Xavi Quentin Shay Simons (født 21. april 2003) er en hollandsk professionel fodboldspiller, som spiller for Bundesliga-klubben RB Leipzig, hvor han er lånt til fra Paris Saint-Germain, og Hollands landshold.

## Klubkarriere

### Paris Saint-Germain
Efter at have været del af ungdomskademiet hos FC Barcelona i en årrække, hvor han var anset som en af klubbens mest lovende unge spillere, så skiftede Simons i juli 2019 til Paris Saint-Germain efter at han ikke var blevet enig om en ny kontrakt med Barcelona. Han fik sin professionelle debut med klubben den 10. februar 2021 i en Coup de France-kamp imod Caen.

### PSV
Simons skiftede i juni 2022 til PSV Eindhoven. Aftalen var oprindeligt forventet til at blive en lejeaftale, men i stedet blev det et fast skifte som inkluderede en tilbagekøbsklausul. Han imponerede stort i sin debutsæson for PSV, da han scorede 19 ligamål som var nok til at blive delt topscorer i Eredivisie sammen med Tasos Douvikas.

### Paris Saint-Germain retur

#### Skifte tilbage og leje til RB Leipzig
Simons skiftede i juli 2023 tilbage til Paris Saint-Germain efter at klubben aktiverede deres tilbagekøbsklausul, og han blev med det samme udlejet til RB Leipzig for 2023-24 sæsonen.

## Landsholdskarriere

### Ungdomslandshold
Simons har repræsenteret Holland på flere ungdomsniveauer.

### Seniorlandshold
Simons debuterede for Hollands landshold den 3. december 2022.

## Privat
Simons er søn af den tidligere fodboldspiller Regillio Simons.